# Wiesengebiet Neustädter Moor
Das Wiesengebiet Neustädter Moor ist ein Naturschutzgebiet in der niedersächsischen Gemeinde Wagenfeld im Landkreis Diepholz.
Das Naturschutzgebiet mit dem Kennzeichen NSG HA 137 ist 155 Hektar groß. Es ist vollständige Bestandteil des FFH-Gebietes „Neustädter Moor“ und des EU-Vogelschutzgebietes „Diepholzer  Moorniederung“.
Das Naturschutzgebiet liegt nordöstlich von Wagenfeld und südlich von Freistatt in der Diepholzer Moorniederung. Es grenzt im Osten an die Naturschutzgebiete „Neustädter Moor“, „Neustädter Moor II“ und „Neustädter Moor-Regenerationsgebiet“, mit denen es ein zusammenhängendes Schutzgebiet bildet.
Das Naturschutzgebiet „Wiesengebiet Neustädter Moor“ wurde als letztes der vier Schutzgebiete ausgewiesen. Es dient als Pufferzone für das angrenzende Hochmoorgebiet. Gleichzeitig ist es Lebensraum für schutzbedürftige Pflanzen- und Tierarten, darunter insbesondere auch Wiesenvögel. Das Gebiet ist geprägt von einem Wechsel von genutzten und ungenutzten Flächen, wobei die genutzten Flächen überwiegend Grünland sind.
Das Naturschutzgebiet wird über den Moorkanal zur Flöthe und Wagenfelder Aue, die etwas oberhalb von Barnstorf in die Hunte mündet, entwässert.
Das Gebiet steht seit dem 9. März 1989 unter Naturschutz. Zuständige untere Naturschutzbehörde ist der Landkreis Diepholz.